# Riyoko Ikeda
Riyoko Ikeda (池田 理代子, Ikeda Riyoko, Osaka, 18 december 1947) is een Japanse mangaka en sopraan. Zij is een van de invloedrijkste manga-auteurs uit de jaren 70 en is vooral bekend om haar manga The Rose of Versailles, ook bekend als Lady Oscar in Europa. Ze maakt deel uit van de Jaar 24 Groep.
Ikeda debuteerde als schrijver en tekenaar van manga in 1967 met Bara-Yashiki no Shōjo. Sindsdien heeft ze vele shojo manga geschreven en geïllustreerd, waarvan een groot deel gebaseerd zijn op historische gebeurtenissen zoals de Franse Revolutie of de Russische Revolutie. Door haar gebruik van (naar Japanse normen) exotische contexten en androgyne personages werden reeksen als The Rose of Versailles en Orpheus no Mado enorm populair.
Haar best gekende manga is The Rose of Versailles, in West-Europa ook gekend als Lady Oscar. Deze manga vertelt het verhaal van Marie Antoinette en de Franse Revolutie, zoals gezien door de ogen van de androgyne soldate Oscar François de Jarjayes. Dit verhaal heeft verschillende musicaladaptaties gekregen door het Takarazuka-gezelschap en kent een tweede leven als anime. Daarnaast is ze ook verfilmd geweest.
In 2008 werd Ikeda  benoemd tot ridder in het Franse Legioen van Eer vanwege de grote invloed die haar werk heeft gehad op de algemene Japanse kennis van de Franse geschiedenis.
In 2011 was zij te gast op het Internationaal stripfestival van Angoulême.

## Oeuvre
- Bara Yashiki no Shōjo (1954)
- Soyo Kaze no Mary
- Francesca no Shouzou (1969)
- Sokoku ni Ai o (1969)
- Freesia no Asa (1970)
- Futari Pocchi (1971)
- Ikite te Yokatta! (1971)
- Jinchouge (1971)
- Mariko (1971)
- Sakura Kyou (1972)
- The Rose of Versailles (1972)
- Shiroi Egmont (1973)
- Yureru Soushun (1973)
- Shoko no Etude (1974)
- Oniisama e… (1975)
- Orpheus no Mado (1975)
- Claudine (1978)
- Ayako (1980)
- Epitaram: A Wedding Song (1981)
- Aoi Zakuro (1983)
- Jotei Ecatherina (1983)
- Berusaiyu no Bara Gaiden (1984)
- Eikou no Napoleon – Eroica (1986)
- Glass no Yami (1987)
- Mijo Monogatari (1988)
- Kasuganotsubon - Kefuzo Kataku o (1989)
- Ten no Hate made (1990)
- Porando Hishi Ten no Hate Made\ (1991) — Poland's Secret Story: To the Borders of Heaven
- Shoutoku Taishi (1991)
- Fuyu no Shukusai (1997)
- Elizabeth (1999)
- Der Ring des Nibelungen (2000) — Der Ring des Nibelungen
- Ikeda Riyoko the Best: Ai to Tatakau Onnatachi (2001)
- Falcon no Meikishu (2004)
- Ai wa Waltz ni Nosete (2005)
- BeruBara Kids (2006) — The Rose of Versailles Kids
- Haru no Yuki (2006) — Spring Snow
- Taiyou Shijinki (2007)
- Taketori Monogatari (2014)